# Straż Obywatelska (Izrael)
Straż Obywatelska (hebr. המשמר האזרחי, Ha-Miszmar Ha-Ezrachi, w skrócie hebr. משא''ז, Maszaz) – ochotnicza, uzbrojona i umundurowana formacja powstała w 1974 roku w Izraelu do wsparcia działań policji w ramach policji środowiskowej. Jej powstanie wiązało się z zakończeniem wojny Jom Kipur oraz nasilonymi po niej atakami organizacji palestyńskich na Izraelczyków. Jej głównym celem była ochrona lokalnych społeczności oraz szybka odpowiedź na powstałe zagrożenia. Od 1998 roku formacja ta weszła w skład struktur izraelskiej policji i współpracuje z nią w ramach Centrum Policji Środowiskowej. Podlega bezpośrednio komisarzowi policji.
W 2002 roku w ramach Straży Obywatelskiej służyło 58 000 wolontariuszy, z kolei w 2015 było ich już ok. 100 000.

## Tło powstania i historia
W celu zwiększenia bezpieczeństwa po wojnie Siły Obronne Izraela oraz rząd Izraela przekazały policji większość uprawnień i zadań związanych z bezpieczeństwem wewnętrznym i publicznym. Z kolei policja uznała, że uzyskanie wsparcie od społeczności lokalnych będzie wsparciem dla działalności operacyjnej, zapewni szybsze działanie, reagowanie oraz prewencję, a także spełni rolę edukacyjną w kwestii bezpieczeństwa lokalnego.
Zbiegło się to w czasie wzmożonych ataków terrorystycznych przeprowadzanych w Izraelu przez Palestyńczyków. Jednym z nich, który jest symbolem wszystkich ataków z tamtego okresu jest zamach w szkole w Ma’alot z 15 maja 1974 roku. Uzbrojeni w karabiny i ładunki wybuchowe terroryści dokonali ataku na szkołę. W jego trakcie 21 dzieci, 6 dorosłych wzięto za zakładników, a 100 osób zostało rannych. Sprawiło to, że postanowiono zaktywizować społeczności lokalne i przenieść na nie odpowiedzialność w tworzeniu bezpieczeństwa. W ten sposób 10 lipca 1974 roku powołano do życia Straż Obywatelską.
Trzy lata po powstaniu, w 1977 roku, ochotnicy ze Straży Obywatelskiej zostali zaangażowani w działalność policji podczas zabezpieczania wizyty ówczesnego prezydenta Egiptu Anwara Sadata w Izraelu. Była to jedna z bardziej skomplikowanych operacji Policji Izraela w tamtym czasie. Funkcjonariusze Straży zostali wtedy oddelegowani do dyspozycji poszczególnych posterunków policji. W 1981 roku stworzono pilotażowy projekt stworzenia specjalnych jednostek Straży Obywatelskiej. Jego pozytywna ocena sprawiła, że w 1982 roku Straż zaczęła podejmować działania, które prowadziła policja. W 1989 roku Kneset przegłosował prawo, które pozwalało Policji Izraela wykorzystywanie funkcjonariuszy Straży Obywatelskiej do zadań mających na celu ochronę mienia, życia i bezpieczeństwa obywateli. W 1998 roku Straż Obywatelska została włączona w struktury Policji Izraela, co miało ułatwić podjęcia bardziej aktywnych działań przez wolontariuszy.
W 2018 roku w odpowiedzi na nasilone ataki terrorystyczne przegłosowano w Izraelu prawo umożliwiające osobom posługującym się w pracy bronią na uzyskanie zgodny na noszenie jej poza godzinami pracy. Uprawnieni są do tego także wolontariusze Straży Obywatelskiej.

## Policja środowiskowa w Izraelu

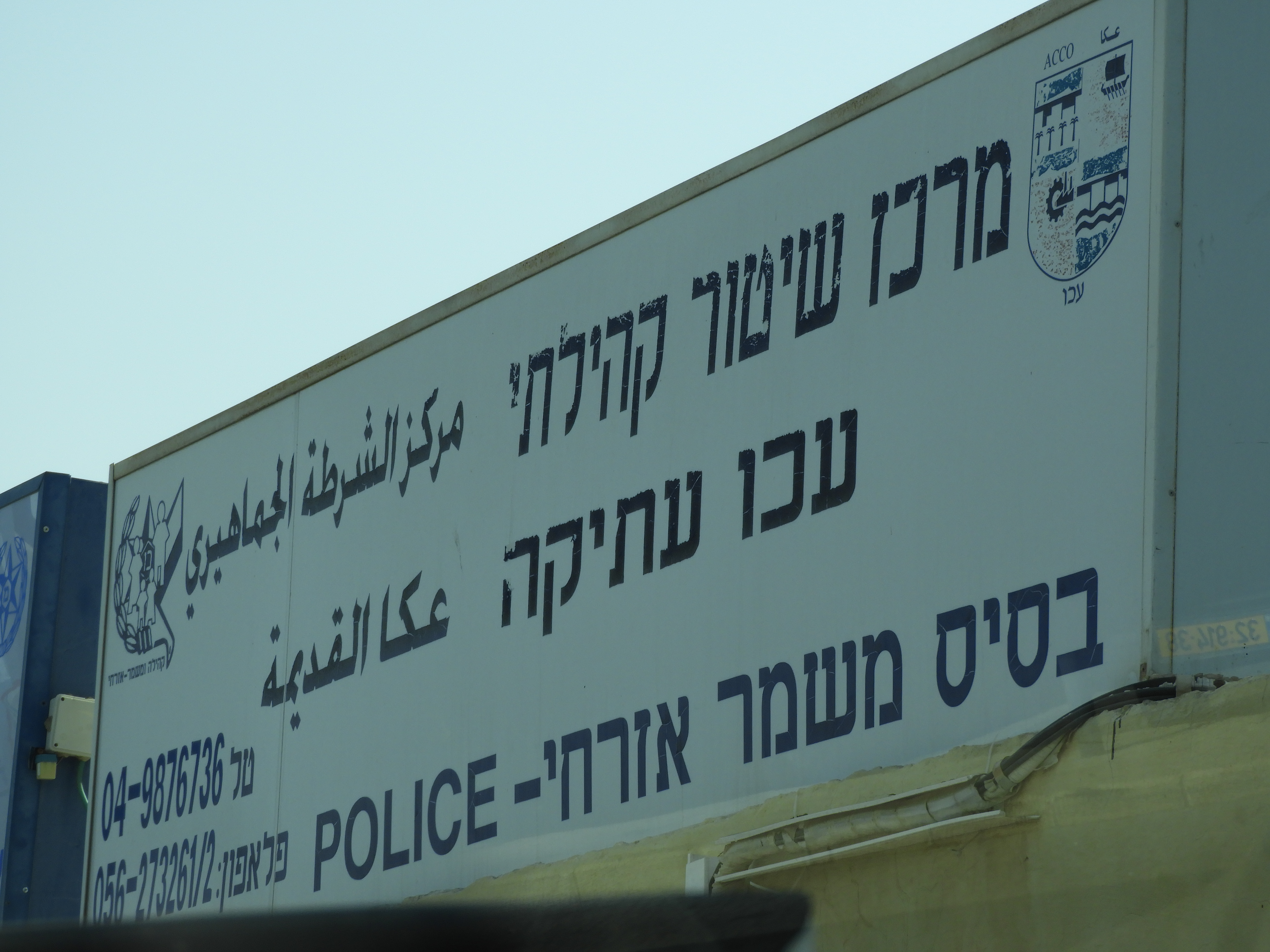
Znak policji środowiskowej w Akce

Koncepcja policji środowiskowej w Izraelu zakłada nawiązanie współpracy pomiędzy policją a społecznościami lokalnymi w celu zapewnienia lepszej jakości życia społeczeństwu. Zgodnie z tym policja jest formacją zapewniającą bezpieczeństwo, a społeczności lokalne są źródłem skutecznej walki z przestępczością i zapobieganiu jej. Współpraca to ma doprowadzić do prawidłowej identyfikacji rzeczywistych problemów i priorytetów, a także ustaleniu sposobów reakcji na zagrożenia obywateli. W tym celu powołano:
- Wydział Policji Środowiskowej – rozwijanie koncepcji, środków wsparcia i sposobów rozwiązywania problemów w Straży Obywatelskiej;
- Centrum Policji Środowiskowej – służy doradztwem, informacją, a także poradą dla mieszkańców. Ma za zadanie kontakt z policją, odbieranie skarg od obywateli, ochrona wszystkich grup społecznych;
- Wydział Współpracy – podmiot nawiązujący i rozwijający ścieżki współpracy;
- Łączone patrole miejskie – specjalne jednostki policji i wolontariuszy mające ułatwić i usprawnić rozwiązywanie lokalnych problemów[3].

### Przepisy organizacyjne
W myśl Rozporządzenia o Policji przed każdym następnym rokiem finansowym Minister Spraw Wewnętrznych, Minister Finansów oraz władze lokalne przygotowują plan wydatków Straży Obywatelskiej. MSW Izraela może również nakazać organom władz lokalnych utworzenie Straży Obywatelskiej na swoim terytorium.
Straż Obywatelska może towarzyszyć policji w każdej akcji, w której policja ma za zadanie mienie i bezpieczeństwo obywateli przed zagrożeniem.
Inspektor Generalny Policji może wyznaczyć dowódcę głównego Straży, dowódców Straży we władzach lokalnych, mianować na stopnie oficerskie wybranych funkcjonariuszy Straży. Awanse odbywają się za zgodą MSW.

### Uprawnienia funkcjonariusza Straży Obywatelskiej
W myśl Przepisów Policyjnych (Straż Obywatelska) z 1996 roku uprawnienia policjanta przysługują funkcjonariuszowi Straży Obywatelskiej podczas:
- działań na rzecz ochrony mienia, życia i bezpieczeństwa przed zagrożeniem,
- wspólnego działania z funkcjonariuszem policji (w jego obecności)[10][11].

Funkcjonariusz Straży Obywatelskiej może dokonać zatrzymania, kiedy przestępstwo został dokonane z użyciem przemocy, kradzieży, włamania, które prowadziły do uszkodzenia mienia lub ciała lub jeżeli dokonano przestępstwa drogowego, a istnieje obawa, że sprawca ucieknie.
Funkcjonariusz Straży nie może używać siły, ale może przeprowadzić zatrzymanie do jakiego jest upoważniony. Dodatkowo członek Straży może wejść do domu i przeszukać go jeżeli jest to konieczne w celu dokonania aresztowania, a nie można osiągnąć tego celu w inny sposób lub jeśli istnieje zagrożenie życia, mienia i bezpieczeństwa.
Skargi na członków Straży Obywatelskiej są tak samo rozpatrywane jak skargi na funkcjonariuszy policji. Jeżeli członek Straży jest podejrzany o popełnienie przestępstwa dyscyplinarnego, to odpowiada przed funkcjonariuszem policji. Może wobec niego zostać zastosowana kara ostrzeżenia, nagany lub wydalenia ze Straży.
W 2016 roku, Kneset nadał uprawnienia Straży Obywatelskiej, które pozwalają jej na zatrzymanie podejrzanego odmawiającego czekania na patrol policji aż ten przyjedzie na miejsce zdarzenia.

## Wymogi zostania funkcjonariuszem

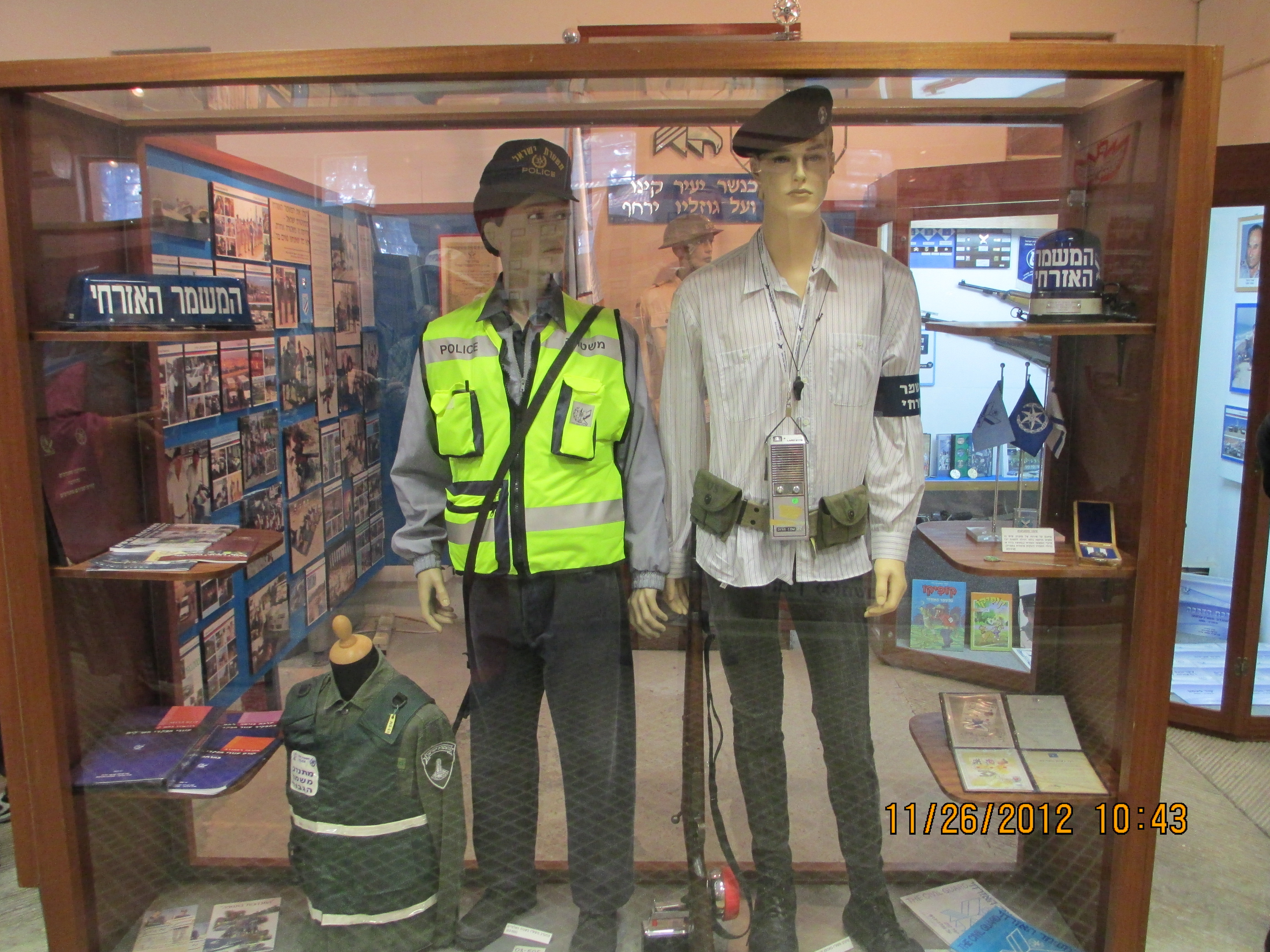
Wystawa poświęcona Straży Obywatelskiej w szkole policji w Kirjat Atta

Podstawowe wymogi pozostania funkcjonariuszem Straży Obywatelskiej, oprócz przejścia odpowiednich szkoleń i testów, to:
- posiadanie obywatelstwa izraelskiego lub posiadanie zgody na pobyt stały (zgodnie z wymogami Ministerstwa Spraw Wewnętrznych),
- znajomość języka hebrajskiego w mowie i piśmie,
- brak wpisów w rejestrze karnym,
- odbycie służby wojskowej, służby w policji, służby narodowej, służby cywilnej lub posiadanie zwolnienia[13].

## Możliwości wolontariatu
Osoby odbywające wolontariat w Straży Obywatelskiej mają do wyboru siedem rodzajów służby:
1. Klasyczna
- związana jest ze służbą w ramach bezpieczeństwa wewnętrznego, zwalczania terroryzmu i współdziałania ze społecznościami lokalnymi.

2. Ekspercka
- Jednostki ratownicze. Zajmują się działaniem w trudnym terenie, poszukiwaniem osób, które zaginęły w powodzi, w górach lub zgubiły się,
- Jednostki płetwonurków. Poszukują osób zaginionych i zbieraniem dowodów ze zbiorników wodnych.
- Jednostki identyfikacji ofiar katastrof. Zajmują się opieką i zabezpieczeniem ciał ofiar katastrof i wypadków.

3. W systemie informacji publicznej
- zajmowanie się materiałami wideo i fotografią w trakcie działań policji.

4. W Straży Granicznej
- wolontariat w jednostkach zwiadu w sektorze rolniczym, kontrola pojazdów w celu zapobieżenia działalności terrorystycznej i kradzieżom na terenach rolniczych.

5. W Wydziale ruchu drogowego
- zajmowanie się systemem informacyjnych ruchu drogowego, egzekwowanie przepisów ruchu drogowego, kierowanie ruchem, udzielanie pierwszej pomocy w przypadku wypadków.

6. W Wydziale Dochodzeniowym i Wywiadu
- Jednostki detektywistyczne. Udzielanie pomocy i wsparcie funkcjonariuszy policji w działaniach wywiadowczych.
- Jednostki ds. zapobiegania przestępczości wśród nieletnich. Wspieranie policji w zwalczaniu narkomanii i problemu alkoholizmu wśród nieletnich.

7. Patrolowa
- Jednostki patrolowe. Wolontariusze towarzyszą funkcjonariuszom policji w służbie patrolowej, czynnościach operacyjnych i prewencyjnych. Po trzech latach wolontariusze mogą działać samodzielnie,
- Jednostki informacyjne. Wolontariusze pełnią służbę na miejskich posterunkach poprzez zbieranie informacji i informowanie mieszkańców,
- Wolontariat w Moked 100 (centrum alarmowym). Służba tu polega na obsłudze systemu reagowania, wysyłaniu patroli do miejsca zdarzenia,
- Jednostki wodne. Wolontariusze towarzyszą policjantom podczas patroli wodnych,
- Jednostki 4x4 i rowerowe. W tych jednostkach wolontariusze podejmują służbę z własnymi pojazdami wyposażonymi w sprzęt policyjny[13].

Funkcjonariusze Straży Obywatelskiej mogą również odbywać służbę w jednostkach snajperskich, saperskich czy policji drogowej na autostradach.